# جويل مورغان
جويل مورغان هو سياسي سيشلي، ولد في 15 أغسطس 1961. انتخب وزير الخارجية.